# آنا دودغ
آنا دودغ (بالإنجليزية: Anna Dodge)‏ هي ممثلة أمريكية، ولدت في 18 أكتوبر 1867 في ريفر فولز في الولايات المتحدة، وتوفيت في 4 مايو 1945 في لوس أنجلوس في الولايات المتحدة.

## وصلات خارجية
- آنا دودغ على موقع IMDb (الإنجليزية)
- آنا دودغ على موقع ألو سيني (الفرنسية)
- آنا دودغ على موقع أول موفي (الإنجليزية)
- آنا دودغ على موقع قاعدة بيانات الأفلام السويدية (السويدية)
- آنا دودغ على موقع قاعدة بيانات الفيلم (الإنجليزية)
- آنا دودغ على موقع كينوبويسك (الروسية)